# Fahad Ishmail
Fahad Ishmail (Golweyn, 2 settembre 1996) è un ex calciatore somalo, di ruolo centrocampista.

## Carriera

### Club
Ha giocato nella massima serie lituana.

### Nazionale
Nel 2019 ha esordito in nazionale.

## Statistiche

### Presenze e reti nei club
| Stagione        | Squadra         | Campionato      | Campionato | Campionato | Coppe nazionali | Coppe nazionali | Coppe nazionali | Coppe continentali | Coppe continentali | Coppe continentali | Altre coppe | Altre coppe | Altre coppe | Totale | Totale |
| Stagione        | Squadra         | Comp            | Pres       | Reti       | Comp            | Pres            | Reti            | Comp               | Pres               | Reti               | Comp        | Pres        | Reti        | Pres   | Reti   |
| --------------- | --------------- | --------------- | ---------- | ---------- | --------------- | --------------- | --------------- | ------------------ | ------------------ | ------------------ | ----------- | ----------- | ----------- | ------ | ------ |
| 2017            | Minija Kretinga | 2L              | 5          | 0          | CL              | -               | -               |                    | -                  | -                  |             | -           | -           | 5      | 0      |
| 2018            | Jonava          | AL              | 11         | 0          | CL              | -               | -               |                    | -                  | -                  |             | -           | -           | 11     | 0      |
| Totale carriera | Totale carriera | Totale carriera | 16         | 0          |                 | -               | -               |                    | -                  | -                  |             | -           | -           | 16     | 0      |

### Cronologia presenze e reti in nazionale
| Cronologia completa delle presenze e delle reti in nazionale ― Somalia | Cronologia completa delle presenze e delle reti in nazionale ― Somalia | Cronologia completa delle presenze e delle reti in nazionale ― Somalia | Cronologia completa delle presenze e delle reti in nazionale ― Somalia | Cronologia completa delle presenze e delle reti in nazionale ― Somalia | Cronologia completa delle presenze e delle reti in nazionale ― Somalia | Cronologia completa delle presenze e delle reti in nazionale ― Somalia | Cronologia completa delle presenze e delle reti in nazionale ― Somalia |
| Data                                                                   | Città                                                                  | In casa                                                                | Risultato                                                              | Ospiti                                                                 | Competizione                                                           | Reti                                                                   | Note                                                                   |
| ---------------------------------------------------------------------- | ---------------------------------------------------------------------- | ---------------------------------------------------------------------- | ---------------------------------------------------------------------- | ---------------------------------------------------------------------- | ---------------------------------------------------------------------- | ---------------------------------------------------------------------- | ---------------------------------------------------------------------- |
| 5-9-2019                                                               | Gibuti                                                                 | Somalia                                                                | 1 – 0                                                                  | Zimbabwe                                                               | Qual. Mondiali 2022                                                    | -                                                                      | 46’                                                                    |
| Totale                                                                 |                                                                        | Presenze                                                               | 1                                                                      |                                                                        | Reti                                                                   | 0                                                                      |                                                                        |